# Kerekes Sándor (közgazdász)
Kerekes Sándor (Tata, 1948. augusztus 28. –) magyar közgazdász.

## Életútja
1971-ben diplomázott a Marx Károly Közgazdaságtudományi Egyetem kémia-áruismeret szakán.
1971–2011 között a Corvinus Egyetem és jogelődjeinek oktatója volt, 2018-tól a BCE professzor emeritusa. 1986-ban kandidátusi, majd 2003-ban MTA doktori címet szerzett. 
Szakterülete a környezetgazdaságtan, a környezeti menedzsment és a fenntartható fejlődés. 1989-ben hozta létre a Környezetgazdaságtan és technológia tanszéket, majd 1990-ben a Környezettudományi Intézetet a BCE jogelődjein.
2011-2018 között a Kaposvári Egyetem Gazdálkodástudományi Doktori Iskolájának vezetőjeként tevékenykedett. A Magyar ENSZ Társaság Elnökségének tagja 2021-ig. 1996–2011 között az Országos Környezetvédelmi Tanács tagja és két-két évre alelnöke és elnöke volt. 1996–2020 között az MTA elnöki környezetvédelmi bizottság tagja volt. 2021-től a Magyar Természettudományi Társulat alelnöke, a Környezettudományi Szakosztály elnöke.

## Díjai, elismerései
- A Magyar Köztársasági Érdemrend kiskeresztje (1998, polgári tagozat)
- Pázmány Péter-díj (2003)
- Szilárd Leó professzori ösztöndíj (2008)
- Szent-Györgyi Albert-díj (2014)
- Justitia Regnorum Fundamentum díj (2018)